# Denis Le Berre
Denis Le Berre, né le 26 janvier 1913 à Neulliac (Morbihan) et mort le 2 août 1981 à Pontivy (Morbihan), est un homme politique français.

## Biographie
Agriculteur à Kergrist, Denis Le Berre est mobilisé en 1939 et participe comme aspirant aux combats de la Seconde Guerre mondiale.
Après l'armistice, il s'engage dans la Résistance, participe aux combats pour la libération de la France comme officier FFI. Son action pendant la guerre lui vaut la légion d'honneur.
Pour l'élection de la première assemblée constituante, il est candidat sur la liste de centre droit menée par Ernest Pezet dans le Morbihan, dont il est le quatrième et dernier élu. Il siège au groupe du Mouvement républicain populaire.
Peu actif pendant son mandat, il ne sollicite pas son renouvellement l'année suivante, et ne participe plus ensuite activement à la vie politique.

## Sources
- Biographie sur le site de l'assemblée nationale